# Campeonato Italiano de Futebol de 1907 – Primeira Divisão
A Primeira Divisão do Campeonato Italiano de Futebol de 1907, também conhecida oficialmente como Prima Categoria de 1907, foi a 10.ª edição (a 4.ª como Prima Categoria) da principal divisão do Campeonato Italiano de Futebol.
A competição foi organizada pela Federazione Italiana Football — FIF (atual FIGC) e realizou-se de 13 de janeiro a 27 de abril de 1907.
O título de campeão ficou com o Milan, seu terceiro trófeu e segundo consecutivo de sua história. O Milan, com 6 pontos, venceu a fase final [ou triangular final] contra Torino (5 pontos) e Andrea Doria (1 ponto).

## Premiação
| Campeonato Italiano de Futebol de 1907 Primeira Divisão |
| ------------------------------------------------------- |
| Associazione Calcio Milan Campeão (3.º título)          |